# Giuseppe Cipriani
Giuseppe Cipriani (Venetië, 9 juni 1965) is een Italiaans autocoureur en ondernemer.

## Carrière
Cipriani begon zijn autosportcarrière in 1988 in de Barber Saab Pro Series en werd tiende in dit kampioenschap. In 1989 maakte hij de overstap naar het Italiaanse Formule 3-kampioenschap, waarin hij in zijn twee seizoenen in de klasse geen punten scoorde. In 1991 beëindigde hij oorspronkelijk zijn carrière als coureur en richtte het Formule 3000-team Il Barone Rampante op, dat van 1991 tot 1993 in de klasse uitkwam. Alessandro Zanardi werd in het debuutseizoen van het team tweede in de eindstand met twee overwinningen en Rubens Barrichello bezette in 1992 de derde plaats. Tijdens een teleurstellend 1993 stopte het team halverwege het seizoen met het kampioenschap.
In 2008 keerde Cipriani terug in de autosport om deel te nemen aan twee races van de Formule Palmer Audi. Aansluitend reed hij ook in het herfstkampioenschap van deze klasse. In 2009 nam hij deel aan het volledige seizoen van deze klasse en werd met twee negende plaatsen als beste resultaat veertiende in de eindstand. In 2010 verbeterde hij zich naar de elfde positie met een zesde plaats als beste resultaat. Aan het eind van het seizoen maakte hij tevens zijn debuut in de Auto GP voor het team Durango, waarin hij in de races op het Autodromo Nazionale Monza als zestiende en dertiende eindigde.
In 2011 reed Cipriani fulltime in de Auto GP voor Durango en scoorde met een negende plaats op het Automotodrom Brno twee punten, waardoor hij twintigste werd in het kampioenschap. In 2012 stapte hij over naar Campos Racing en wist regelmatig in de punten te eindigen, met twee zesde plaatsen op de Hungaroring als beste resultaat. Uiteindelijk eindigde hij met 18 punten als veertiende in de eindstand.
In 2013 bleef Cipriani oorspronkelijk actief in de Auto GP voor het Ibiza Racing Team, maar stapte na drie raceweekenden uit het kampioenschap vanwege gezondheidsproblemen. Aan het eind van het seizoen reed hij in twee raceweekenden van de Italiaanse Superstars Series voor Audi Sport Italia en het Roma Racing Team en behaalde met een vijfde plaats op het Autodromo Enzo e Dino Ferrari zijn beste resultaat. Tevens testte hij voor het IndyCar Series-team Dale Coyne Racing, wat hem geen zitje opleverde.
In 2014 keerde Cipriani fulltime terug in de Auto GP voor Ibiza Racing en behaalde in de eerste race op het Stratencircuit Marrakesh zijn eerste podiumplaats. Verder scoorde hij regelmatig punten, met een elfde plaats in het kampioenschap en 38 punten als resultaat. In 2015 reed hij ook in de Auto GP, maar na twee raceweekenden werd het kampioenschap opgeschort vanwege een gebrek aan deelnemers, waardoor Cipriani zevende werd in de eindstand.
In 2016 keerde Cipriani terug bij Durango om deel te nemen aan de Formule V8 3.5. Met twee puntenfinishes op Spa-Francorchamps scoorde hij zes punten in totaal, waarmee hij op de zeventiende plaats in het klassement eindigde.
In 2017, het jaar waarin de naam van het kampioenschap opnieuw wordt veranderd naar World Series Formule V8 3.5, neemt Cipriani de inschrijving van Durango over en betreedt de klasse met zijn eigen team Il Barone Rampante.

### Ondernemerscarrière
Samen met zijn vader Arrigo is Cipriani de eigenaar van de hotel- en restaurantketen Cipriani.